# صدفة العظم القذالي

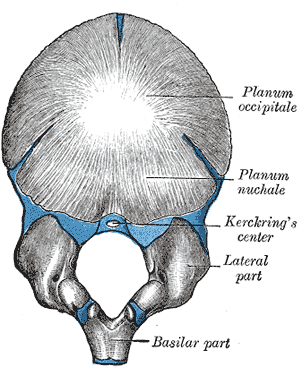
صدفة العظم القذالي

صدفة العظم القذالي (باللاتينية: Squama occipitalis) قسم من أقسام العظم القذالي يقع خلف الثقبة العظمى.

## معرض صور

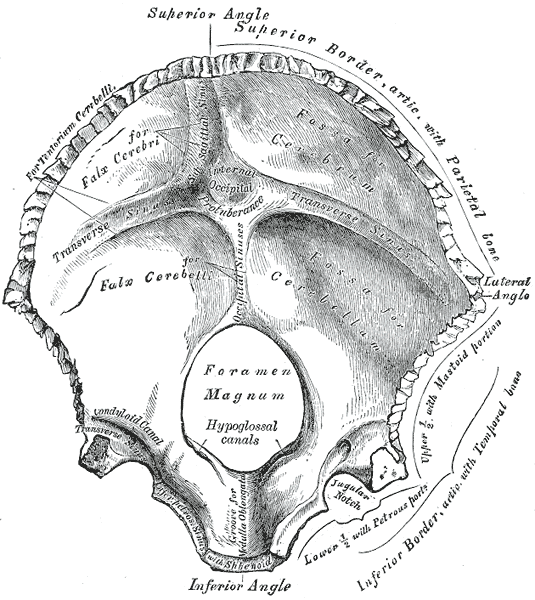